# كأس إفريقيا للأندية البطلة 1978
كأس أفريقيا للأندية البطلة 1978 هي النسخة 14 من دوري أبطال أفريقيا .
توج كانون ياوندي الكاميروني بالكأس على حساب هافيا كوناكرى الغيني .